# Иван Рачев
Иван Цветков Рачев е български политик, кандидат-член на ЦК на БКП, строител, два пъти герой на Социалистическия труд.

## Биография
Роден е на 11 ноември 1927 г. в Габрово в работническо семейство. През 1946 г. завършва Техникума по механотехника в родния си град като машинен техник. От 1947 г. е член на БКП. През 1955 г. се включва в бригадата, която строи жп линията Перник – Волуяк. От 1957 г. започва да ръководи комплексна бригада в Завода за цимент в Девня. С бригадата си работи при строежа на Керамичния завод в село Александър Войков (днес част от гр. Нови Искър), Завода за захар в Лом и завода за цимент в село Бели извор. Между 1960 и 1963 г. участва в строежа на Азотноторовия завод в Стара Загора, за което с указ № 560 от 22 юни 1963 г. е удостоен със званието „Герой на социалистическия труд“. От 1964 г. оглавява бригада в Девненския промишлен комплекс. През 1968 г. е началник на район в управление „Заводски строежи“, Девня. Там е началник на строежа на Задова за калцинирана сода. На 4 септември 1974 г. (указ № 1954) за втори път е удостоен със званието „Герой на социалистическия труд“. В периода 1974 – 1980 г. е пълномощник на ЦК на БКП и на Министерския съвет за Девненския промишлен комплекс. Между 1966 и 1976 г. е кандидат-член на ЦК на БКП. През 1981 г. е определен за пълномощник на строителството на Трета металургична база, Дебелт, Бургаско. Освен това участва в строежите на втория етап на пристанище Варна, фериботния комплекс „Варна – Иличовск“, Завода за хлор, винилхлорид и поливинилхлорид, Аспаруховия мост във Варна и другия. Член е на окръжния комитет на БКП в Бургас. Носител на орден „Орден на труда“ – златен, „Орден на труда“ – сребърен, „Орден на труда“ – бронзов, три ордена „Червено знаме на труда“ (1958, 1960, 1966), заслужил строител (1980). Умира през 1999 г. Негов бюст-паметник има в Девня.